# Ульбанська затока
Ульбанська затока (рос. Ульбанский залив) — мілинна внутрішня затока, частина затоки Академії Охотського моря, розташована у південній її частині. Зі сходу обмежена півостровом Тохареу, із заходу — Тугурським півостровом. Довжина близько 75 км, ширина біля входу близько 55 км, глибини у середній частині — до 25 м. Береги затоки адміністративно знаходяться у Тугуро-Чуміканському районі Хабаровського краю Російської Федерації.
Береги високі, гористі, мало порізані. Замерзає з жовтня по червень. Припливи неправильні, напівдобові.